# Corrado Lancia

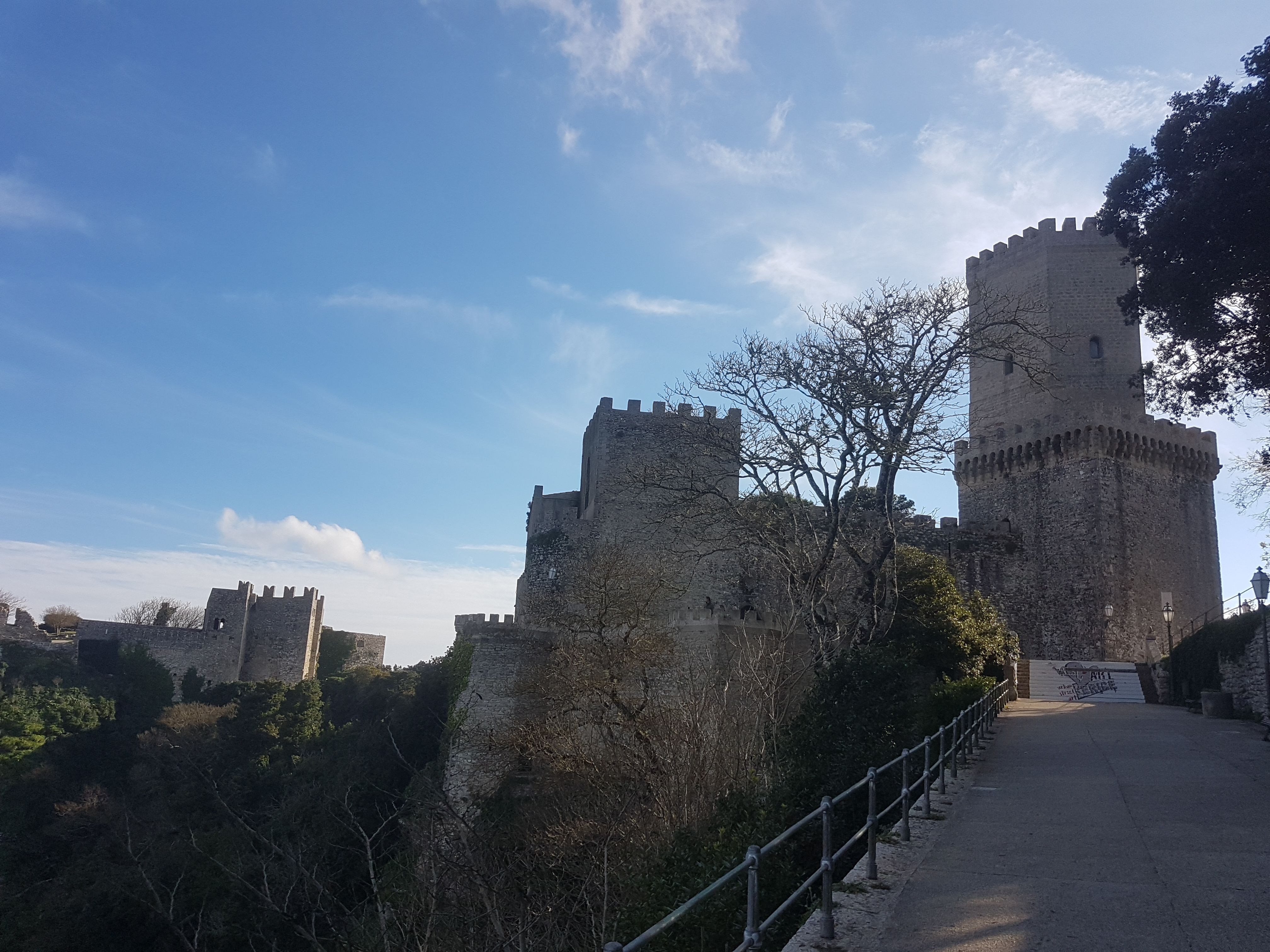
Kasteel van Erice, Sicilië

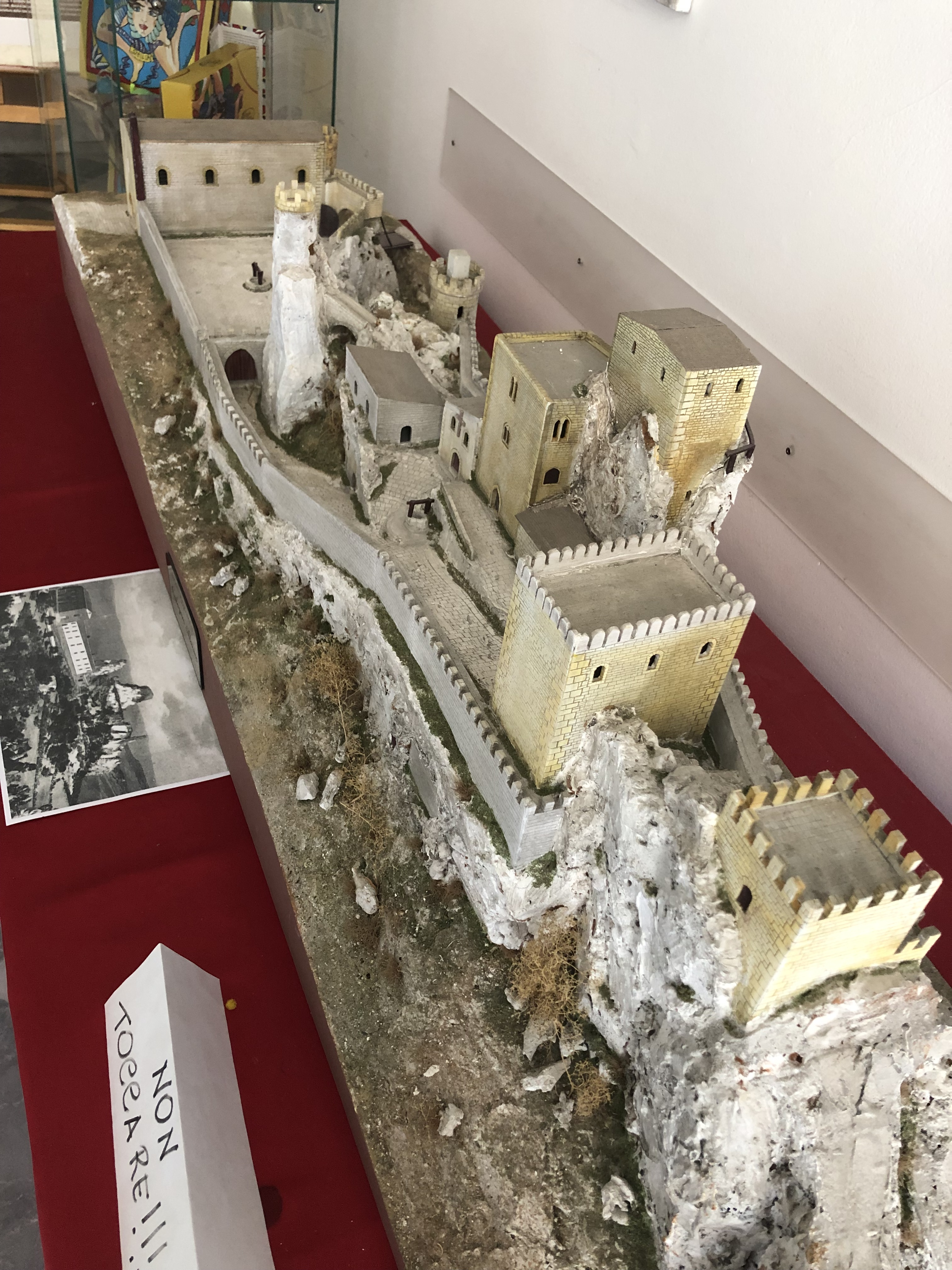
Maquette kasteel van Caltanissetta, Sicilië

Corrado Lancia (   - Capo d'Orlando, 4 juli 1299) was een Siciliaanse edelman in dienst van de Kroon van Aragón. Zijn naam in het Spaans was Lanza. Hij diende de volgende vorsten van het huis Barcelona:
- Peter III van Aragón: Lancia was admiraal en gouverneur van het koninkrijk Valencia, gouverneur van het koninkrijk Sicilië en diplomaat voor het koninkrijk Aragon
- Alfons III van Aragón: Lancia bleef diplomaat voor Aragon
- Jacobus II van Aragón: Lancia was opperrechter en seneschalk van Sicilië
- Frederik II van Sicilië: Lancia was kanselier van Sicilië

## Levensloop
De familie Lancia was gemigreerd van Piëmont naar Oost-Sicilië ten tijde van het bestuur van keizer Frederik II der Hohenstaufen, die koning van Sicilië was begin 13e eeuw.
De Hohenstaufer Manfred verloor het leven in de Slag bij Benevento, een veldslag om de troon van Sicilië die hij verloor van Karel van Anjou (1266). Om de troon te bezitten liet Karel van Anjou de jonge kroonprins Konradijn onthoofden (1268). Vertrouwelingen van het huis Hohenstaufen op Sicilië waren het slachtoffer van Franse wraak. Meerdere familieleden van Corrado Lancia werden terechtgesteld om deze reden. Zo vond ook Lancia’s vader de dood; deze was graaf van Squillace, gouverneur van Sicilië en Calabrië en een verwant van prins Konradijn. Het gevolg was dat Lancia als jongeman aan het hof van Aragon terecht kwam (1268). Een van de vluchtelingen in het gezelschap was Rogier van Lauria, met wie Lancia goed bevriend bleef. De Siciliaanse en Ghibellijnse vluchtelingen stond onder leiding van Constance van Sicilië, dochter van Manfred en echtgenote van Peter III van Aragón. Lancia werd tot ridder geslagen. Lancia’s zus Margherita huwde met Rogier van Laura.

### Peter III
Eenmaal Peter III op de troon van Aragón zat (1276), benoemde hij Lancia tot admiraal van het koninkrijk Valencia. Het was de periode waarin Peter III de marine van Aragón, Valencia en Barcelona uitbouwde. Lancia voer met galeischepen naar Noord-Afrika, meer bepaald naar Ifriqiya (of Tunesië) waar de Hafsiden heersten (1279). Hij verjoeg kalief al-Ouathiq van de troon na een bloederige zeeslag die een ganse dag duurde. Vervolgens plaatste hij diens neef Abou-Ishaq op de troon. De nieuwe kalief was de Kroon van Aragon gunstig gezind en was bereid bij te dragen aan de Aragonese schatkist. Lancia keerde met schepen vol gevangenen terug naar Barcelona. Sommige historici zien in dit gebeuren de geboorte van Aragon als zeenatie.
Als beloning schonk Peter III hem de stad Albaida met kasteel en alle landerijen in de omtrek (1279). Het was een allodium, dus zonder leenhulde aan Peter III. In 1280 ging de admiraalsfunctie naar Giacomo Perez, een natuurlijke zoon van Peter III. Lancia werd gouverneur van het koninkrijk Valencia (1280-1282).
De Siciliaanse troon van Karel van Anjou wankelde in 1282 toen de opstand genaamd Siciliaanse Vespers tegen de Fransen uitbarstte. Lancia begeleidde Peter III als marineofficier naar Sicilië; admiraal Rogier van Lauria voer het bevel. Voor Peter III was immers de tijd gekomen om Sicilië op te eisen, namens zijn echtgenote Constance. De vloot met Peter III en Lancia kwam aan in Trapani, Sicilië, en verjoeg de Angevijnse troepen. Van 1282 tot 1283 patrouilleerde Lancia in Messina en Trapani; hij had de functie van luitenant van (Spaans-)Sicilië. In 1283 vergezelde Lancia samen met andere edelen Peter III naar Bordeaux. Er was in Bordeaux een tweegevecht voorzien tussen Karel van Anjou en Peter III. Peter III vertrouwde de zaak niet en maakte rechtsomkeert. Nog in 1283 escorteerde Lancia koningin Constance en de kinderen Jacobus en Frederik naar het koninklijk paleis in Palermo. In de periode 1283 tot 1285 werkte Lancia aan het hof van Barcelona. Hij had er de rang van majordomus van het paleis. Tevens was hij diplomaat. Hij reisde naar het koninkrijk Granada om daar huurlingen te ronselen. Tevens onderhandelde hij in het koninkrijk Majorca als bemiddelaar tussen Peter III en zijn Fransgezinde broer Jacobus II, koning van Majorca. Peter III stierf in 1285.

### Alfons III
Koning Alfons III van Majorca werd koning van Aragon en Peter III’s zoon Jacobus II van Aragón werd koning van Sicilië. Alfons III benoemde Lancia tot burggraaf van Jativa (1285) en hield hem in diplomatieke dienst van de Kroon van Aragon (1285-1291). Lancia trok naar kalief Abou-Hafs in Tunis om diens taksen voor de Aragonese schatkist te verhogen (1287). Jacobus II schakelde Lancia in om rebellen in Augusta nabij Syracuse op Sicilië, te bedaren. In 1287 werd in Napels een bestand ondertekend tussen Alfons III en Jacobus II enerzijds en Karel van Anjou anderzijds. Dit is het Verdrag van Oléron. Alfons III stuurde Lancia vervolgens naar Engeland om koning Edward I het Verdrag van Oléron te doen respecteren (1288). 

### Jacobus II
Van 1291 tot 1294 was Lancia actief in Sicilië bij Jacobus II, die vanaf 1291 tegelijkertijd koning van Aragon en Sicilië was. Lancia was niet alleen opperrechter van het koninkrijk Sicilië, maar ook seneschalk en koninklijke schenker aan het hof. Jacobus II benoemde hem verder tot burggraaf van Monte San Giuliano nabij Trapani, dat later Erice heette.
De Siciliaanse koningskroon werd een twistappel tussen Jacobus II en zijn jonge broer Frederik II, die meer geliefd was bij de Siciliaanse edelen. Koningin-moeder Constance kon haar twee zonen niet verzoenen. Jacobus II in Barcelona eiste dat Lancia terugkeerde naar het Spaanse vasteland. Het probleem was dat Lancia de kant koos van Frederik II, terwijl zijn vriend en schoonbroer, admiraal Rogier van Lauria, de kant koos van Jacobus II. In 1294 werd Lancia ontslagen uit al zijn ambten in Sicilië door Jacobus II. Lancia’s bezittingen in Aragon, zoals kastelen, domeinen en de stad Albaida en andere titels, gingen naar andere edelen.

### Frederik II
Frederik II werd alsnog koning van Sicilië (1296). Hij bedankte Lancia door hem het kasteel van Caltanissetta en alle domeinen errond te schenken, alsook de heerlijkheid Nora (1296). Lancia verkreeg het prestigieuze ambt van kanselier van het koninkrijk Sicilië in 1296, dat hij bekleedde tot zijn overlijden in 1299.
De ruzie tussen Lancia en Rogier van Lauria liep hoog op, toen deze laatste de kant koos van Karel van Anjou. De domeinen van Rogier van Lauria op Sicilië werden geconfisqueerd en overgedragen aan kanselier Lancia. In Capo d’Orlando, aan de noordkust van Sicilië, kwam het tot een zeeslag tussen de Catalaans-Angevijnse vloot onder leiding van Rogier van Lauria en de Catalaans-Siciliaanse vloot (1299). Lancia overleed aldaar doch niet tijdens de zeeslag. Hij werd begraven in een marmeren sarcofaag in de kathedraal van Messina. Het graf werd door de zware aardbeving van 1908 vernield.
Het huwelijk was kinderloos. Lancia’s weduwe Berengaria de Santa Fede, een Spaanse dame, hertrouwde met Pietro Ferrando de Vergua, een ridder uit Catalonië. Na haar dood circa 1311 probeerde Maria Garçia de Santa Fede, zus en erfgename van Berengaria, Lancia's eigendomstitels in Aragón in bezit te krijgen. Tevergeefs. Lancia had al zijn rechten in Aragón kwijt gespeeld.